# 1965年のラジオ (日本)
1965年のラジオ (日本)では、1965年の日本のラジオ番組、その他ラジオ界の動向について記す。

## 主なその他ラジオ関連の出来事
- 2月5日 - NHKが釧路、福井でFM放送を開始[注 1][1]。
- 3月1日 - NHKが甲府、徳島、大分でFM放送を開始[注 2][1]
- 3月22日 - NHKが高松、佐賀でFM放送を開始[注 3][1]。
- 3月27日 - NHKが北見でFM放送を開始[注 4][1]。これにより、全国主要地域にNHK-FMの実験局が整備され、ステレオ放送を含む同放送の全国整備(奄美地方等の一部離島地域を除く)が完了する[2]。
- 4月3日 - NHK、FMステレオ放送の全国整備完了を受け、この日放送の『夜のステレオ』の最終回[3]を最後に、ラジオ第1と第2の中波（モノラル）2波を使ったステレオ（立体）放送を終了する。
- 5月2日 - ジャパン・ラジオ・ネットワーク(JRN)発足。
- 5月3日 - 全国ラジオネットワーク(NRN)発足。
- 9月18日 - 東京・晴海埠頭で台風24号の被害状況を取材していたラジオ関東の中継車が海中に転落、アナウンサー、スタッフら6人が死亡[4]。
- 10月24日 - 文化放送・ニッポン放送の共同で行っていた中波（モノラル）2波を使ったステレオ（立体）放送が、この日の「これがステレオだ」の放送をもって終了する[5]。

## 節目

### 番組周年・記念回
- 2月1日 - 『蝶々・雄二の夫婦善哉』（朝日放送）が500回に。それを記念したハワイでの公開録音を放送[6]。
- 8月20日 - 『昼の話題』（TBSラジオ）2500回記念放送[7]。

## 開始番組

### 1965年1月放送開始
ニッポン放送
- 30日 - テレフォン人生相談

### 1965年3月放送開始
中部日本放送
- 29日 - 0時半です松坂屋ですカトレヤミュージックです

### 1965年4月放送開始
NHKラジオ第1放送
- 5日 
  - くらしのリズム[8]
  - ミュージックサロン
  - むさしの風雲録
  - 世界冒険物語
  - 一人一話
  - 夢のハーモニー
- 6日 - 歴史のふるさと
- 9日 - 健康百話
- 10日 - 軽音楽ホール
- 11日 
  - お話のくに
  - クイズジョッキー
  - 日曜記者席
  - 連続演芸

NHKラジオ第2放送
- 5日
  - 漁村のみなさんへ
  - 続基礎英語[8]
- 11日 
  - 新しい農村
  - 音楽夜話
  - 老後をたのしく

NHK-FM放送
- 5日
  - ステレオコンサート[9]
  - 人と思想[8]
  - 歴史読本[8]
  - 詩と音楽[8]
- 6日 - トスカニーニアワー
- 9日 - FM講演会[8]
- 10日 - 作家と作品[8]
- 11日 - 朝の小鳥[8]
- フランス・ドイツ文化シリーズ
- 11日 - 朝のコーラス

STVラジオ
- 12日 - Say It with Music

### 1965年6月放送開始
朝日放送
- 13日 - サンデーダークダックス

### 1965年8月放送開始
STVラジオ
- 3日 - モーニングジャーナル

文化放送
- 2日 - 白い巨塔

大阪放送
- 1日 - 7時ですハイ・スタート

### 1965年10月放送開始
NHKラジオ第1放送
- 19日 - 演芸バラエティー 空腹先生行状記

STVラジオ
- 17日 - 500万人のためのコンサート

### 1965年11月放送開始
朝日放送
- 1日 - ABC発8時半[10]

### 1965年12月放送開始
日本短波放送
- 1日 - ふじの皆さん

## 終了番組

### 1965年3月放送終了
NHKラジオ第1放送
- 29日 - お父さんはお人好し

### 1965年4月放送終了
NHKラジオ第1放送・NHKラジオ第2放送（AM（モノラル）2波を使った立体（ステレオ）放送）
- 3日 - 夜のステレオ[3]

NHK-FM
- 4日 - 夕べのステレオ[11][9][12]

### 1965年6月放送終了
TBSラジオ
- 28日 - 浪曲天狗道場

### 1965年10月放送終了
文化放送・ニッポン放送（AM（モノラル）2波を使った立体（ステレオ）放送）
- 24日 - これがステレオだ[5]